# 플라스티신

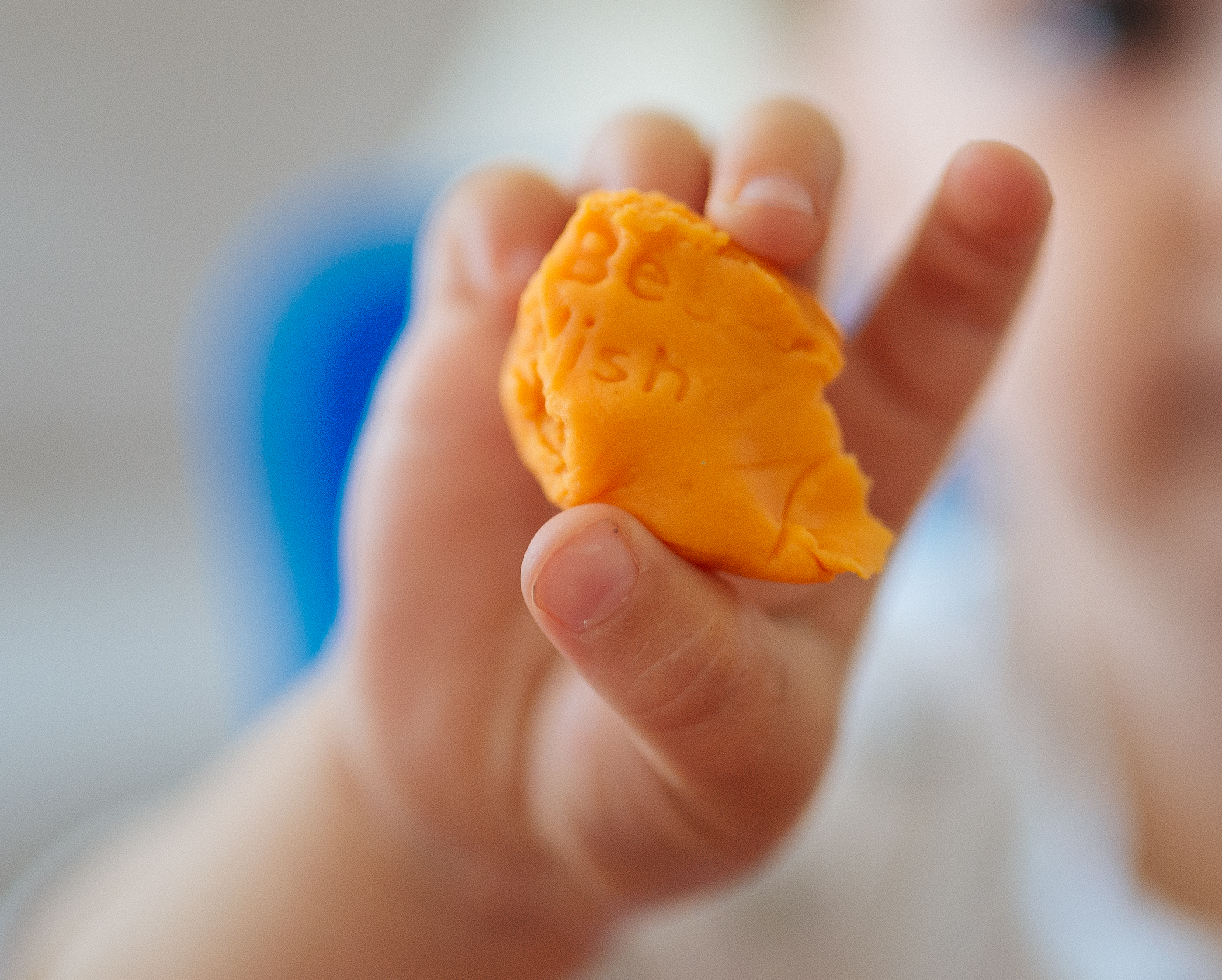

플라스티신(Plasticine)은 석유 젤리에 염류와 유기산을 첨가한 조소 재료이다. 플라스틱신은 칼슘염, 석유 젤리, 지방산으로 만든 퍼티 같은 모델링 재료이다. 원래는 영국 버전의 제품에 대한 브랜드 이름이었지만 이제는 다른 제제의 제품 카테고리로 보통명칭화되었다.
플라스틱신은 어린이 놀이에 사용되며 보다 형식적이거나 영구적인 구조를 위한 모델링 매체로 사용된다. 건조하지 않는 특성으로 인해 닉 파크의 여러 오스카상 수상 영화를 포함하여 스톱 모션 애니메이션에 일반적으로 선택되는 소재이다.

## 같이 보기
- 모델링 점토
- 스컬피
- 플레이도